# مانويل كورتو
مانويل كورتو (بالبرتغالية: Manuel José da Luz Correia Curto‏) هو لاعب كرة قدم برتغالي في مركز الوسط، ولد في 9 يوليو 1986 في توريس فيدراس في البرتغال. شارك مع منتخب البرتغال تحت 17 سنة لكرة القدم ومنتخب البرتغال تحت 19 سنة لكرة القدم ومنتخب البرتغال تحت 20 سنة لكرة القدم. أما مع النوادي، فقد لعب مع أتليتيكو كلوب دي برتغال وأونياو ليريا وإستريلا دا أمادورا وإشتوريل برايا وزاغويمبيه لوبين وليرس ونادي طراز ونافال.

## وصلات خارجية
- مانويل كورتو على موقع قاعدة بيانات كرة القدم.إي يو (الإنجليزية)
- مانويل كورتو على موقع Soccerway.com (الإنجليزية)